# Kivijärvi (sjö i Heinola, Päijänne-Tavastland)
Kivijärvi är en sjö i kommunen Heinola i landskapet Päijänne-Tavastland i Finland. Sjön ligger 92,5 meter över havet. Arean är 58 hektar och strandlinjen är 9,11 kilometer lång. Sjön  ingår i Kymmene älvs huvudavrinningsområde.   Den ligger omkring 43 km nordöst om Lahtis och omkring 140 km nordöst om Helsingfors. 
I sjön finns öarna Lehtisaari, Lehmäsaari och Selkäsaari. 